# Protocolo italo-alemán del 23 de octubre de 1936

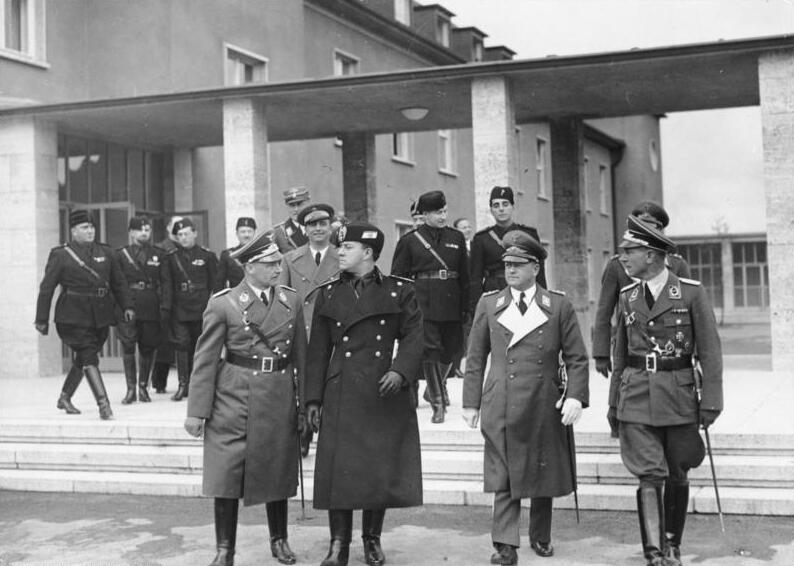
Ciano (segundo desde la izquierda, al frente) visita el aeródromo de Gatow el 24 de octubre de 1936 durante su viaje a Berlín. Se encuentra entre Karl-Lothar Schulz (izquierda) y Erhard Milch (derecha).

El 23 de octubre de 1936, la Italia fascista y la Alemania nazi firmaron un protocolo de nueve puntos en Berlín. Fue la primera expresión concreta del acercamiento italo-alemán que comenzó a principios de ese año. Fue firmado por los ministros de Asuntos Exteriores Galeazzo Ciano y Konstantin von Neurath. El mismo día en Berlín, el embajador itinerante Joachim von Ribbentrop y el embajador Kintomo Mushanokoji rubricaron el Pacto Antikomintern entre Alemania y Japón.
La visita de Ciano a Alemania fue su primer viaje al exterior como ministro de Asuntos Exteriores. Se reunió con von Neurath el 21 de octubre y los dos mantuvieron conversaciones durante los dos días siguientes. Tras la firma del protocolo, Ciano se reunió con Adolf Hitler en su casa de retiro en Berchtesgaden, en la frontera con Austria. Le dio a Hitler la correspondencia del gabinete británico robada en un esfuerzo por poner a Hitler en contra de los británicos. Hitler confirmó que el Mediterráneo era la esfera de influencia de Italia y le dijo a Ciano que Alemania estaría lista para la guerra en tres años.
El protocolo se redactó en alemán e italiano en columnas paralelas, cada una con la misma autoridad. La única diferencia entre las versiones era que la fecha italiana incluía el número romano XIV, que indicaba el año de la era fascista. El contenido del protocolo no se reveló públicamente en ese momento. El foco principal de las discusiones fue la Guerra civil española, el único área en la que Alemania e Italia estaban cooperando activamente. (Esta cooperación había comenzado recientemente, a través de conversaciones entre Mario Roatta y Wilhelm Canaris el 28 de agosto). En el protocolo, las dos partes acordaron resistir la renovación de los Tratados de Locarno, para ponerse de acuerdo respecto a la Sociedad de las Naciones (de la cual solo Italia era miembro) y buscar la cooperación económica en la cuenca del Danubio. Alemania acordó reconocer la conquista de Etiopía por parte de Italia e Italia acordó apoyar la restauración de las colonias alemanas, perdidas en la Primera Guerra Mundial. Italia también aceptó el Acuerdo Austro-Alemán del 11 de julio de 1936, que normalizó las relaciones entre Alemania y Austria.
En sus declaraciones públicas, tanto el gobierno alemán como el italiano presentaron la visita diplomática de Ciano y el entendimiento alcanzado como un desafío a la hegemonía occidental en Europa. El Völkischer Beobachter, el periódico nacionalsocialista de Alemania, enfatizó la ruptura con la práctica diplomática tradicional, citando el discurso de Ciano ante algunas Juventudes Hitlerianas. El 1 de noviembre, en un discurso en la Piazza del Duomo de Milán, el líder italiano, Benito Mussolini, se refirió por primera vez a la relación ítalo-alemana como un Eje: "Los encuentros de Berlín han dado como resultado un acuerdo entre ambos países sobre problemas específicos que son particularmente agudos en estos días. Pero este acuerdo [...] este eje vertical Berlín-Roma no es un diafragma, sino un eje con el que todos los estados europeos animados por la voluntad de colaborar y de paz pueden colaborar". El protocolo ha sido visto como "una declaración conjunta de guerra contra el statu quo", representado principalmente por la oposición de Gran Bretaña y Francia a la expansión alemana e italiana.

## Texto
1. Los dos Gobiernos, en las negociaciones para un Pacto Occidental, procederán, como hasta ahora, en el contacto más estrecho entre sí.
2. Mientras Italia permanezca en la Sociedad de las Naciones, el Gobierno italiano, en su política dentro de la Sociedad de las Naciones, tendrá plena consideración de los intereses comunes de ambos países, y para este propósito se mantendrá en contacto con el Gobierno alemán. En particular, también el Gobierno italiano consultará en cada caso con el Gobierno alemán sobre la cuestión de participar en diversas actividades de la Sociedad de las Naciones (conferencias, comisiones, etc.) Si Italia decidiera retirarse de la Sociedad de las Naciones, esto representaría un nuevo factor, que estaría calculado para liberar al Gobierno alemán de la oferta hecha a este respecto en sus propuestas del 7 y 31 de marzo pasados. También en tal caso, Alemania e Italia coordinarían en la medida de lo posible su futura actitud hacia la Sociedad de Naciones.
3. Los dos Gobiernos reconocen que el comunismo es el mayor peligro que amenaza la paz y la seguridad de Europa. Confirman su intención de combatir con todas sus fuerzas la propaganda comunista y orientar sus propias acciones en este sentido.
4. Como los Nacionales ocupan la mayor parte de España y como Alemania e Italia tienen allí considerables intereses económicos, los dos Gobiernos reconocerán de facto al Gobierno Nacional Español tan pronto como sea posible. Se mantendrán en contacto entre sí con el fin de anunciar posteriormente el reconocimiento de jure. Cuando lo anuncien, los dos Gobiernos confirmarán el principio de no intervención y respeto a la integridad y unidad territorial de España, sus protectorados y sus colonias. Ambos Gobiernos examinarán conjuntamente la cuestión de cuándo, tras el reconocimiento de facto, ha llegado el momento de declarar la nulidad del embargo de armas acordado.
5. El Gobierno italiano expresa su satisfacción por la política de normalización de las relaciones germano-austríacas inaugurada por el Acuerdo del 11 de julio pasado entre Alemania y Austria. El Gobierno alemán y el Gobierno italiano coinciden en el deseo de que esta política siga siendo fructífera en el futuro.
6. Antes de cualquier conferencia internacional sobre cuestiones económicas y financieras, los Gobiernos alemán e italiano se pondrán de acuerdo de antemano sobre su actitud y, en la medida de lo posible, seguirán una línea común en estas conferencias.
7. El gobierno italiano brindará apoyo diplomático a los esfuerzos de Alemania para obtener colonias con miras a asegurar una fuente de materias primas propias. Los Gobiernos alemán e italiano, aparte de la cuestión de las colonias, se esforzarán en común para facilitar el suministro de materias primas para ambos países.
8. Los Gobiernos alemán e italiano se mantendrán mutuamente informados sobre los principios básicos que rigen sus políticas comerciales en la región del Danubio. Si bien los dos Gobiernos reconocen el valor de tal cooperación, se reservan el derecho de que su naturaleza y alcance sean estudiados y fijados por sus respectivos órganos técnicos. Los dos Gobiernos confirman su oposición, también en el futuro, a todos los intentos de establecer en la región del Danubio, sin la participación simultánea de Alemania e Italia, nuevas organizaciones económicas como, por ejemplo, la integración económica [Zusammenschluss] de la Pequeña Entente, o una integración económica en el sentido del Plan Tardieu.
9. Con motivo del reconocimiento alemán de la incorporación de Abisinia [Etiopía], el Gobierno italiano declara que acepta el Tratado comercial germano-italiano del 31 de octubre de 1925 y el Acuerdo de compensación germano-italiano del 26 de septiembre de 1934 junto con los acuerdos complementarios posteriores. concluyó, extendiéndose a las colonias y posesiones italianas, incluida Abisinia. Además, se celebrarán, con respecto a las colonias y posesiones, incluida Abisinia, acuerdos apropiados, como los que figuran, con respecto a las relaciones comerciales con el Reino de Italia, en el Acuerdo germano-italiano de 16 de abril de 1935 sobre el intercambio de bienes junto con los acuerdos complementarios a los mismos. El Gobierno italiano promoverá en la medida de lo posible los esfuerzos del comercio y la industria alemanes para participar en la explotación económica de Abisinia. El Gobierno italiano declara que está dispuesto a entablar inmediatamente conversaciones sobre el tratamiento de las concesiones adquiridas legalmente antes del 3 de octubre de 1935 por ciudadanos del Reich alemán en Abisinia, y a conducir estas conversaciones con el espíritu más benévolo y amistoso. Con respecto a las concesiones otorgadas posteriormente, el Gobierno italiano se reserva su opinión sobre cada caso individual.

Los tratados y acuerdos necesarios para la aplicación de los puntos enumerados anteriormente se concluirán a la mayor brevedad. Las negociaciones al respecto se confiarán a los Comités gubernamentales alemán e italiano para el arreglo de las relaciones económicas germano-italianas; estos Comités celebrarán su próxima sesión conjunta a la mayor brevedad.